# Begränsningsarea

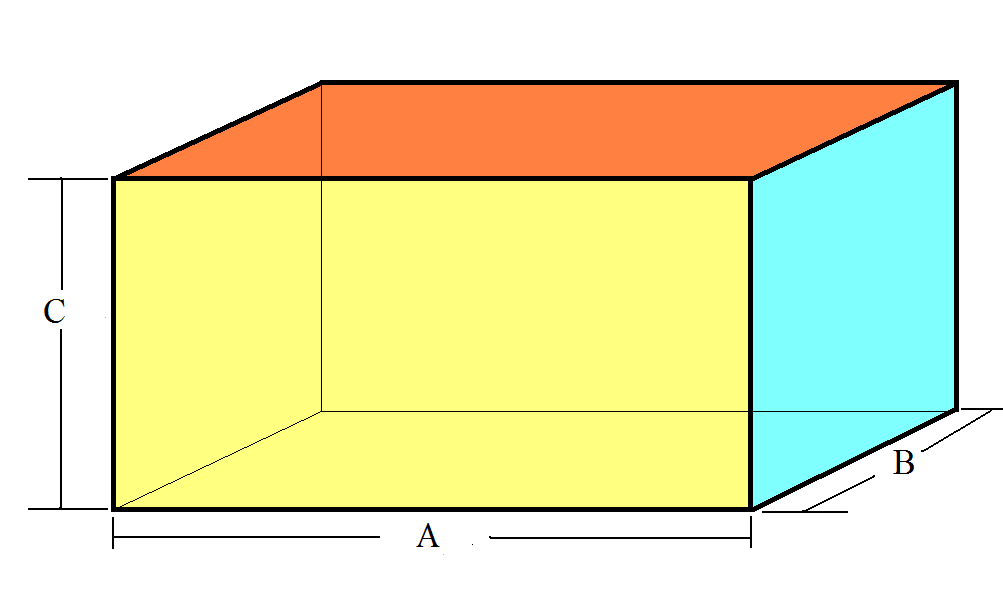
Rätblock.

Begränsningsarea består av de ytor som begränsar geometriska kroppar. Begränsningsytornas totala area benämns begränsningsarea eller omslutningsarea.
En kub vars kant har längden s begränsas av sex kvadratiska begränsningsytor, samtliga med arean {\displaystyle s^{2}\,\!}. 
Begränsningsarean för kuben skrivs därför förenklat {\displaystyle 6s^{2}\,\!}.
Ett rätblock vars kanter har längden a, b respektive c begränsas av sex rektangulära begränsningsytor; två med arean ab, två med arean ac och två med arean bc. Begränsningsarean för rätblocket kan därför förenklat skrivas {\displaystyle 2(ab+ac+bc)\,\!}.